# Иванов, Степан Гаврилович
Степан Гаврилович Иванов (20 марта 1914 года — 19 июля 1983 года) — участник Великой Отечественной войны, заместитель командира 148-го гвардейского истребительного авиационного полка ПВО 148-й истребительной авиационной дивизии ПВО, гвардии майор.

## Биография
Родился в деревне Тауш, ныне Чернушинского района Пермской области в семье крестьянина. Русский. Окончил 6 классов Таушинской средней школы, Свердловский автодорожный техникум в 1936 году, а также аэроклуб.
В Красной Армии с 1936 года. В 1938 году окончил Оренбургское военное авиационное училище лётчиков. Служил в ВВС ленинградского военного округа. Участник советско-финляндской войны, воевал в составе 72-го смешанного авиационного полка. Затем служил в 152-м истребительном авиационном полку ВВС Архангельского военного округа. Член ВКП(б) с 1941 года.
На фронтах Великой Отечественной войны - с ноября 1941 года. В составе полка заместитель командира эскадрильи  Иванов был переброшен на Карельский фронт, принимал участие в боях в районе Мурманска, Кандалакши, Кестеньги. К январю 1942 года сбил уже 3 вражеских самолёта. В апреле 1942 года переведён в 769-й (затем стал 148-м гвардейским) истребительный авиационный полк 122-й истребительной авиационной дивизии Мурманского района ПВО. С декабря 1942 года - командир эскадрильи полка, затем - штурман полка и заместитель командира полка. В конце 1942 года полк передан Западному фронту ПВО,  принимал участие в Сталинградской битве,  Курской битве, под Корсунь-Шевченковским, защищал небо Белоруссии, Украины, в том числе и Ровенщины. Так, в небе над Сарнами Иванову удалось сбить несколько вражеских самолетов противника.
Заместитель командира 148-го гвардейского истребительного авиационного полка (148-я истребительная авиационная дивизия, Войска противовоздушной обороны (ПВО) страны) гвардии майор Степан Иванов к апрелю 1944 года совершил 325 боевых вылетов, в 42 воздушных боях сбил лично 12 самолётов противника и 9 в группе.

Указом Президиума Верховного Совета СССР от 22 августа 1944 года за образцовое выполнение боевых заданий командования на фронте борьбы с немецко-фашистскими захватчиками и проявленные при этом мужество и героизм, гвардии майору Иванову Степану Гавриловичу присвоено звание Героя Советского Союза с вручением ордена Ленина и медали «Золотая Звезда».

Свою последнюю победу одержал в небе Берлина. 25 апреля 1945 года лётчики 148-го гвардейского истребительного авиационного полка гвардии майор С. Г. Иванов и младший лейтенант Б. В. Бочков на самолётах Як-9 вступили в бой в 35 километрах восточнее Берлина с двумя FW-190 и сбили их.
Всего за годы войны С. Г. Иванов совершил 463 боевых вылета, сбил 13 самолётов противника, из них лично — 9 и в группе — 4 (по наградным документам число побед было больше: 12 лично и 9 в группе). Налетал свыше 2150 часов или 1 миллион 300 тысяч километров. Уничтожил много вражеских солдат и офицеров, а также — фашистской техники.
После войны продолжал службу в Военно-Воздушных Силах СССР. В 1951 году окончил Военно-воздушную академию. Командовал истребительными авиационными полками, был начальником отдела боевой подготовки 88-го истребительного авиационного полка Войск ПВО страны. С декабря 1959 года  гвардии полковник  Иванов — в запасе.
Жил в городе Евпатория (Крым). Работал директором станции юных техников. Скончался 19 июля 1983 года.

## Награды
- Медаль «Золотая Звезда» Героя Советского Союза (22.08.1944, № 4053);
- два ордена Ленина (22.08.1944, 16.10.1957);
- пять орденов Красного Знамени (7.11.1941, 14.02.1943, 24.02.1944, 22.02.1955, 30.12.1956);
- два ордена Красной Звезды(19.05.1940, 13.06.1952);
- медаль «За боевые заслуги» (5.11.1946);
- медали.

## Почётный гражданин
Иванов Степан Гаврилович был избран почётным гражданином города Евпатория (17.10.1977).

## Память

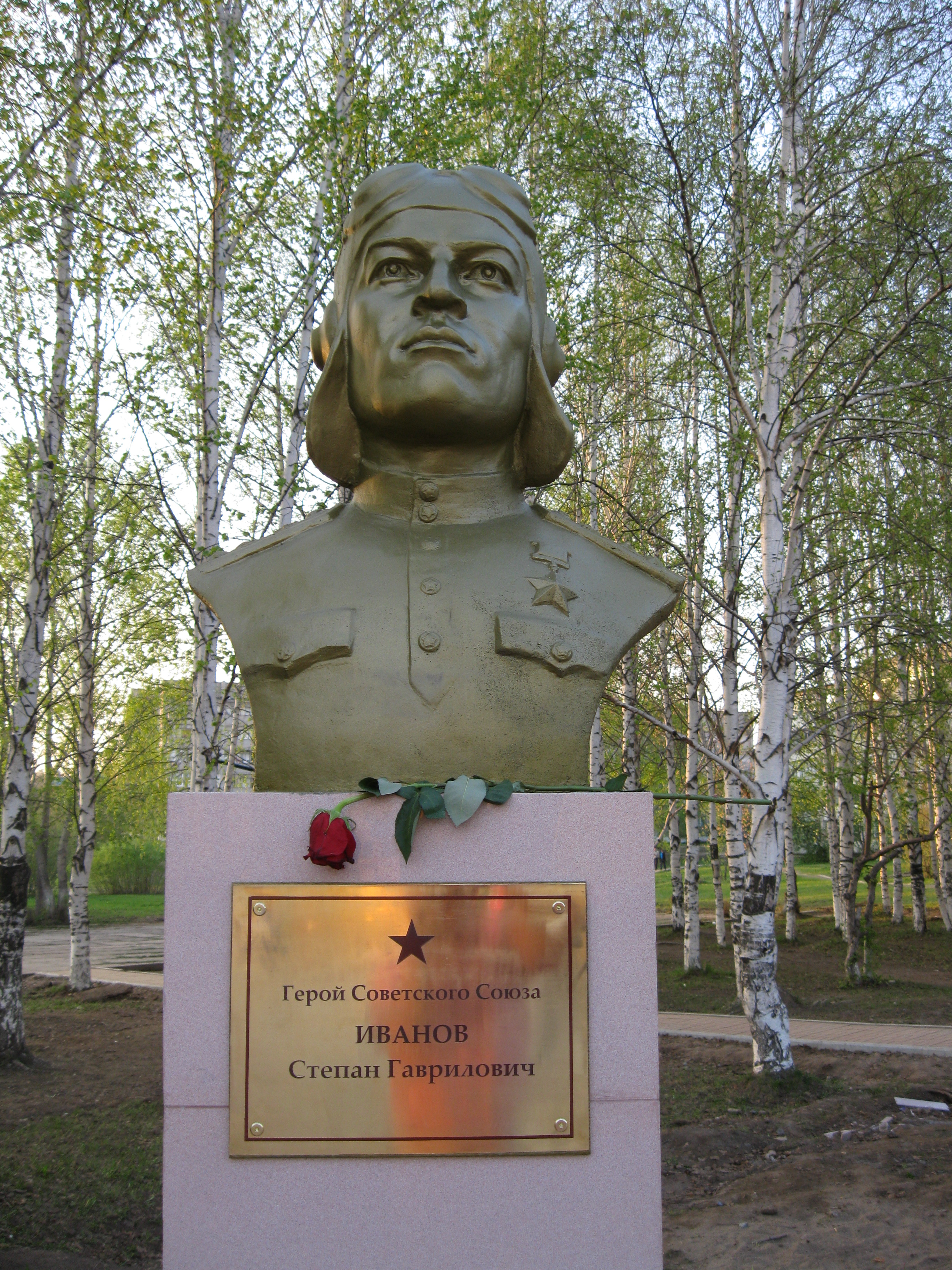
Бюст Степана Гавриловича Иванова на Аллее Славы в городе Чернушка

- Бюст С. Г. Иванова в числе 12 Героев Советского Союза и 2 полных кавалеров ордена Славы, жителей Чернушинского района, установлен на Аллее Славы, открытой 9 мая 2010 года в городе Чернушка.
- На здании Таушинской средней школы Чернушинского района Пермской области в честь Героя установлена мемориальная доска.
- В Евпатории в честь Героя Советского Союза Степана Гавриловича Иванова названа одна из улиц в старой части города, бывшая Греческая, бывшая Танковая[5]. На доме по улице Просмушкиных, где он жил, также установлена памятная доска.